# 小谷美紗子
小谷 美紗子（おだに みさこ、1976年11月4日 - ）は、日本のシンガーソングライター。京都府宮津市出身。暁星女子高等学校（現：京都暁星高等学校）卒業。血液型はA型。

## 概要
1996年にデビュー。ピアノの弾き語りを中心とした楽曲を多く発表している。2005年からはドラマーの玉田豊夢とベーシストの山口寛雄と共に、「小谷美紗子Trio」としてトリオ編成のバンドで音楽活動を行っている。

### 音楽性
作詞作曲を自ら手掛けるほか、ピアノ弾き語りの楽曲においては自らセルフプロデュースもこなす。デビュー時には「若き日のキャロル・キング」と形容されたこともあった。
eastern youth、LOST IN TIME、ASIAN KUNG-FU GENERATION、bloodthirsty butchersの田渕ひさ子、凛として時雨、皆川真人、GOING UNDER GROUNDの松本素生、星野源、中村一義、奥華子など、彼女のファンであることを公言している著名人も多い。中には、田渕ひさ子やeastern youthの二宮友和、元SUPER BUTTER DOGで100sの池田貴史など、楽曲に参加したアーティストも多数いる。ガガガSPはアルバム『うたき』収録曲「明日からではなく」を自身のアルバム『ガガガSP登場』でカバーしている。

## 来歴
幼少の頃に姉と兄の影響でクラシックピアノを始め、音楽に触れる。13歳の頃から音楽大学の教授へピアノの個人レッスンを受けるかたわら、本格的に作詞作曲を始める。
1994年、高校3年生の時にオーストラリアへ留学し、学業のかたわらで音楽制作を続ける。1995年、オーストラリアの高校課程を卒業し、帰国。姉の知人を介して現在の事務所のスタッフにデモテープが渡ったことでデビューのきっかけをつかむ。
1996年3月、暁星女子高等学校を卒業し、デビューに向けて上京。10月、19歳の時にシングル「嘆きの雪」でMCAビクターよりデビュー。「嘆きの雪」は、FM NORTH WAVEの同年11月度のメガプレイに選ばれた。
1997年2月には2枚目のシングル「自分」と初のアルバム『PROFILE -too early to tell-』を発売。3月にはテレビ朝日系音楽番組『ミュージックステーション』へ初出演した。
1998年1月、初の全国ツアーを全国6ヶ所で行う。10月、自身初となる弾き語りツアー『migaru』を全国15ヶ所で行う。
2003年3月、東芝EMI移籍後初となるシングル「Off you go」を発売。10月にはodani misako・ta-taを結成し、初のカバーミニアルバム『feather』を発売。
2005年より、アルバム『night』の制作の際にサポートメンバーを務めた玉田豊夢と、彼の紹介した山口寛雄と共に小谷美紗子Trioを結成。4月、アルバム『adore』を、所属事務所が運営するインディーズレーベルであるHIP LAND MUSICより発売。本作より楽曲のセルフプロデュースを始める。以降は作品発表の他、2007年のROCK IN JAPAN FESTIVALへの参加などライブ活動も積極的にこなすようになる。
2008年、古巣であるUNIVERSAL MUSICに回帰。8月、2006年の限定シングルを再録したシングル「Who -08-」と、Trioとしての活動の集大成となるベストアルバム『Odani Misako Trio』を発売。
2010年5月、バウンディより2年ぶりのアルバム『ことのは』を発売。
2011年、新曲「3月のこと」を発表。特設サイトが設けられる。
2013年12月、HILLSTONE Recordsより6年ぶりのフルアルバム『us』を公式通販限定で発売。2014年1月には一般販売も開始。
2014年10月22日、東京・渋谷duo MUSIC EXCHANGEで開催されたライブイベント「女とピアノ」にシンガーソングライターの奥華子と共に参加、ツーマンライブを行った。
2015年11月、Mr.Childrenの全国ツーマンツアーにて北海道Zepp Sapporoで参加。
2016年4月、Music for Lifeより弾き語りベスト「MONSTER」を発売。6月より7都市8公演の弾き語りツアーを行う。
2017年10月、東京・LIQUIDROOMにて「小谷美紗子20th Anniversary Special LIVE 『両手にウヘヘ祭り』」を開催。ゲストミュージシャンに小倉博和（Gt）、梶木良子（Pf）、佐藤準（Pf）、田渕ひさ子（Gt）、玉田豊夢（Dr）、二宮友和（Ba）、山口寛雄（Ba）、池田貴史（Key）が参加した。
2021年9月17日、映画「君は永遠にそいつらより若い」の主題歌「眠れない」を配信リリース。これを記念して、過去曲が一挙サブスク解禁された。

## ディスコグラフィー

### 参加作品
- 亜波根綾乃「星の声」（1999年、楽曲提供）
- SING LIKE TALKING「星降らない夜 featuring 小谷美紗子」（2003年、ボーカル参加）
- eastern youth「矯正視力〇・六」（2004年、コーラス参加）
- 斎藤誠「Delicate」（2008年、ボーカル参加）
- miscorner/c+llooqtortion「KENKASHINAIDE」（2009年、作詞・ボーカル参加）
- さかいゆう「パズル」（2012年、作詞）
- 安藤裕子「Silk Road」（2016年、楽曲提供）
- 有安杏果「裸」（2016年、作詞・楽曲提供）
- さくらももこ × 来生たかお「One Week」（2017年、1曲目「月曜日の朝」のボーカル）
- Mr.Children「deja-vu」（2023年、ピアノ参加）
- Mr.Children「おはよう」（2023年、ピアノ・コーラス参加）

### 収録作品
| 発売日         | タイトル                                              | 規格品番   | 備考                                                                                                |
| -------------- | ----------------------------------------------------- | ---------- | --------------------------------------------------------------------------------------------------- |
| 1999年11月10日 | 『21世紀への贈りもの 〜オフコース・メロディーズ』     | WPCV-10044 | 「さよなら」カバー収録                                                                              |
| 2003年10月01日 | 『DISCOVER THE SONGS～J-STANDARD。～』                | TOCT-25227 | 「さよなら」カバー収録                                                                              |
| 2003年11月26日 | 『LOVE51～アイニコイ』                                | UICZ-4087  | 「惜しみなく愛を」収録                                                                              |
| 2004年2月25日  | 『DISCOVER THE SONGS 1+1』                            | TOCT-25324 | 「さよなら」カバー収録                                                                              |
| 2005年4月6日   | 『authentica 〜mellow』                               | SRCL-5896  | 「Off you go」収録                                                                                  |
| 2006年6月14日  | 『元気ですか』                                        | YCCW-10027 | 「狼になりたい」（小谷美紗子Trio + 100s名義）カバー収録                                             |
| 2008年7月23日  | 『極東最前線2』                                       | VPCC-84440 | 「東京 〜イースタン小谷.Ver.〜」収録 アルバム『Out』に収録された「東京」をeastern youthと共に再録音 |
| 2008年8月27日  | 『「ゴンゾウ 伝説の刑事」オリジナルサウンドトラック』 | UMCK-1270  | 「Who (Piano Duo)」収録                                                                             |
| 2008年9月10日  | 『SMILE!-ごっつ!ひっつ!-』                            | ZZCD-80028 | 「Out」収録                                                                                         |
| 2009年04月08日 | 『Shout at YUMING ROCKS』                             | TOCT-26809 | 「ひこうき雲」（odani misako・ta-ta名義）カバー収録                                                 |
| 2012年03月07日 | 『東京こんぴ』                                        | VICL-63845 | 「東京」収録                                                                                        |
| 2013年11月06日 | 『クリスマス ラブ ソングス ～冬の涙の処方箋～』       | UICZ-8132  | 「嘆きの雪」収録                                                                                    |

### 書籍
- Profile 小谷美紗子 スコアブック Vol.1（1998年12月10日）

## ミュージックビデオ
| 監督        | 曲名 |
| ----------- | --- |
| 遠藤雄二    | 「Off you go」 |
| 坂牧良太    | 「照れるような光」 |
| 島田大介    | 「Who -08-」 |
| Higuchinsky | 「自分」 |
| 丸山太郎    | 「線路」 |
| 三好大輔    | 「YOU」 |
| 森田空海    | 「永遠にねむる」 |
| 不明        | 「The Stone」「Who」「あなたはやって来る〜Dear Santa〜」「こんな風にして終わるもの」「火の川」「手の中」「嘆きの雪」「眠りのうた」「眠れない」「正体」 |

## 主なライブ

### ワンマンライブ・主催イベント
- 2006年 - Trio Tour
- 2009年 - Odani misako Trio TOUR2009冬
- 2009年 - 小谷美紗子 弾き語りライブ
- 2010年 - 小谷美紗子 Trio Tour 2010 ことの は
- 2016年06月08日〜06月30日 - 小谷美紗子 弾き語りTOUR「MONSTER」

### 出演イベント
- 2004年02月21日 - SING LIKE TALKING Amusement Pocket 2003-2004 "RENASCENCE TOUR"
- 2006年08月18日 - RISING SUN ROCK FESTIVAL 2006 in EZO(「小谷美紗子Trio」として出演)
- 2007年02月03日 - DIENOJI ROCK FESTIVAL VOLUME 2
- 2007年04月29日 - ARABAKI ROCK FEST.07(「小谷美紗子Trio」として出演)x
- 2007年07月27日 - FUJI ROCK FESTIVAL '07
- 2007年08月03日 - ROCK IN JAPAN FESTIVAL 2007(「小谷美紗子Trio」として出演)
- 2007年12月30日 - COUNTDOWN JAPAN 07/08
- 2008年05月04日 - 祝春一番2008
- 2008年07月27日 - SETSTOCK'08
- 2008年08月15日 - RISING SUN ROCK FESTIVAL 2008 in EZO
- 2008年08月30日 - RUSH BALL 2008
- 2009年06月25日 - 空から降ってくる
- 2009年06月30日 - 小谷美紗子Trio/SPANK PAGE "NAGOYA CLUB QUATTRO 20th ANNIVERSARY SPECIAL"
- 2010年05月01日 - ARABAKI ROCK FEST.10
- 2011年05月25日 - QUATTRO MIRAGE VOL.2 ～MORE ACTION, MORE HOPE.～
- 2011年09月17日 - 残響祭 7th Anniversary
- 2012年04月26日 - ウォッチングザスカイ present MUSIC FOR LIFE IN DUO
- 2012年05月05日 - 祝春一番2012
- 2012年11月29日 - 初恋の嵐 ワンマンライヴ "Storm of Last love"
- 2013年05月05日 - 祝春一番2013
- 2013年05月30日 - MUSIC FOR LIFE VOL.3
- 2013年09月25日 - 宮川企画「マイセルフ、ユアセルフ」
- 2013年12月22日 - December's Calling
- 2014年05月04日 - 祝春一番2014
- 2014年08月24日 - WILD BUNCH FEST. 2014
- 2014年09月20日 - GAMA ROCK FES 2014
- 2014年10月12日 - ザンジバルナイト 2014
- 2014年10月22日 - MUSIC for LIFE presents 女とピアノ
- 2014年12月03日 - Good Bye 2014 ～A Happy New Year 2015～ 「Wordplay vol.17」
- 2015年05月05日 - 祝春一番2015
- 2015年11月19日 - Mr.Children 2マンLIVE
- 2016年02月24日 - ウタウタイタチノウタゲ ～如月編～
- 2016年05月05日 - 祝春一番2016
- 2016年10月17日 - ピテカントロプスになる日 vol.2～Woman Sings"やな"Song～